# Diego Bortolozzo
Diego Bortolozzo (* 29. September 1982) ist ein brasilianisch-italienischer Fußballspieler.

## Werdegang
Der defensive Mittelfeldspieler Diego Bortolozzo begann seine Karriere in Brasilien beim Verein Clube Atletico Colatinense und wechselte später zum Verein Estrella do Norte, bevor er sich im Jahre 2001 dem italienischen Club FC Treviso anschloss. In der Saison 2002/03 stand Bortolozzo beim englischen Premier-League-Club Tottenham Hotspur unter Vertrag. Dort konnte er sich allerdings nicht durchsetzen und blieb ohne Einsatz. Bortolozzo wechselte daraufhin zum belgischen Club RFC Seraing. In der Saison 2005/06 spielte er elfmal für den belgischen Zweitligisten Royale Union Saint-Gilloise. Daraufhin wechselte er zum Luxemburger Erstligisten CS Petingen und kam dort in der Saison 2006/07 auf zwölf Einsätze.
Im Sommer 2007 wechselte Diego Bortolozzo nach Deutschland und schloss sich dem westfälischen Oberligisten SC Wiedenbrück 2000 an. Als Vorletzter der Saison 2007/08 verpasste er mit seiner Mannschaft die Qualifikation für die neu geschaffene NRW-Liga und wechselte zum SV Meppen in die Oberliga Niedersachsen. In der Saison 2009/10 wechselte er zum Schweizer Drittligisten FC Solothurn, bevor er 2010 nach Deutschland zurückkehrte. Zunächst spielte er in der Saison 2010/11 für den Westfalenligisten SV Lippstadt 08. Es folgte der Wechsel zum Ligarivalen SC Roland Beckum, mit denen sich Bortolozzo im Jahre 2012 für die wieder eingeführte Oberliga Westfalen qualifizierte. Im Sommer 2013 folgte der Wechsel zum Bezirksligisten Warendorfer SU.
Nach zwei Jahren in Warendorf kehrte er zum SC Wiedenbrück zurück, spielte aber für die zweite Mannschaft in der Bezirksliga. Im Jahre 2019 wechselte er zum Aramäer Gütersloh in die Kreisliga A und schaffte ein Jahr später mit seiner Mannschaft den Aufstieg in die Bezirksliga. Zur Saison 2021/22 wechselte Bortolozzo zum 1. FC Isselhorst in die Gütersloher Kreisliga A.
Neben seiner Fußballkarriere ist Diego Bortolozzo auch im Futsal aktiv und spielt seit 2019 für die Futsal-Abteilung des FC Gütersloh.